# Epiteză
În lingvistică și în retorică, epiteza (cf. fr  épithèse < el  ἐπίθεσις epithesis „adăugare”) sau paragoga (cf. fr  paragoge < el  παραγωγή paragoge „prelungire”) este o schimbare fonetică ce constă în adăugarea unui sunet sau a unui grup de sunete nemotivat(e) etimologic la sfârșitul unui cuvânt. Primul termen este mai frecvent în lingvistică, iar al doilea – în retorică.

## În istoria limbii
În istoria limbii, epiteza este prezentă în evoluția cuvintelor. Poate fi vorba de aceasta în procesul trecerii de la o limbă bază la altă limbă sau alte limbi.
De exemplu, în limba română, verbul latinesc curro „alerg” a evoluat la curg în loc de cur, cu g adăugat prin analogie cu merg.
În limba italiană, tot prin epiteză, formele verbale latinești esse, sum, cantant au dat essere „a fi”, sono „(eu) sunt”, respectiv cantano „(ei) cântă”.
Epiteza poate avea loc și în evoluția cuvintelor în cadrul aceleiași limbi, de exemplu de la engleza medie la cea modernă, în cazul unui cuvânt ca sound „sunet”. Etimologia sa este la  sonus > franceza veche son > engleza medie soun. Epiteza lui d s-a făcut prin analogie cu cuvinte în care n este urmat de d, ex. gender „gen”.
În franceză, într-o perioadă mai veche a limbii s-a format prin epiteză prepoziția jusques „până”, cu epiteza lui s, de la jusque. Contrar altor cazuri, cuvântul bază este cel folosit în limba actuală, iar jusques este învechit.
Același este cazul unor cuvinte din limba maghiară, cuvinte cu epiteză formate în perioade mai vechi ale limbii au devenit în limba actuală aproape arhaice și de registru de limbă elevat, ex. majdan < majd „apoi”, pediglen < pedig „iar” (conjuncție).
Unele cuvinte împrumutate pot fi de asemenea afectate de epiteză.
În română, de pildă, cuvântul turcesc hurma a fost integrat în forma curmal.
În italiană, epiteza era frecventă pentru asimilarea cuvintelor străine terminate în consoană, precum nume de personalități istorice ca David > Davidde sau Semiramis > Semiramisse.

## În limba actuală
Epiteza mai este și un fenomen specific unor varietăți de limbă altele decât registrul de limbă curent al varietății sale standard, coexistând în starea actuală a limbii variante cu epiteză în primele, împreună cu corespondentele lor fără epiteză în registrul curent.
În română, bunăoară, sunt astfel variantele regionale de participiu neacordat cu terminația -ără la formele de plural ale perfectului compus, ex. plătitără < plătit.
În registrul popular al limbii italiene sunt epiteze ca la numele Semiramisse în substantive comune care în standard se termină în s: filobusse < filobus „troleibuz”, lapisse < lapis „creion”. În variante regionale din Toscana, de exemplu, se întâlnesc epiteze la mene < me „mine” (pronume personal complement), perchene < perche „pentru ce, pentru că”.
Exemple de epiteză în varietăți regionale ale limbii croate sunt ondar < onda „atunci”, ovdjena < ovdje „aici”.
În varietăți regionale ale limbii maghiare sunt de asemenea cuvinte cu epiteză (ex. itteneg < itt „aici”), precum și în registrul popular, ex. ottan < ott „acolo”, eztet < ezt „acest(a), această/aceasta” (acuzativ), aztat < azt „acel(a), ace(e)a” (acuzativ).
Epiteza poate fi și individuală. Unii vorbitori de franceză, de exemplu, pronunță cu un [ə] epitetic cuvinte terminate în consoană sau în vocală, mai ales în exclamații, ex. Bonjour ! [bɔ̃ˈʒuː.ʁə] < [bɔ̃ˈʒuːʁ], Merci ! [mɛʁˈsiː.ə] < [mɛʁˈsi]. Poate fi vorba de analogie cu pronunțarea [ə] a lui e final de cuvânt, care este etimologic, fiind pronunțat totdeauna [ə] în franceza veche. Conform standardului actual, acesta este în general mut, în afară de unele contexte fonetice (ex. l’autre groupe [ˈloːtʁəˈgʁup] „celălalt grup”), dar este aproape totdeauna pronunțat în sudul Franței (ex. Elle m’a dit qu’elle viendrait [ɛləmadikɛləvjɛndʁe] „Mi-a spus că va veni”), iar individual, în exclamații, se pronunță și în nordul Franței, ex. Arrête ! [aˈʁɛː.tə] „Încetează!” < [aˈʁɛt].
Epiteza ca fenomen retoric se întâlnește, de exemplu, în poezia populară românească: De la Sălcuța mi-era-re Bordeiu’ lu Stănislav. Dară-n el cine-mi ședea-re? – Savai moichilița lui....
În literatura cultă de asemenea se folosesc uneori cuvinte cu epiteză din motive stilistice sau pentru obținerea numărului necesar de silabe în versuri. De exemplu, în literatura clasică franceză era permisă folosirea cuvintelor cu epiteză existente în limbă, din motive de eufonie sau pentru a obține numărul necesar de silabe în versuri. În aceste scopuri se folosea prepoziția jusques „până” în loc de jusque înaintea cuvintelor cu inițială vocalică. Exemplu:
Percé jusques au fond du cœur / D’une atteinte imprévue aussi bien que mortelle, […] „Străfulgerat în suflet de un năprasnic chin, / Pe care nu putuse, vai, nimeni să-l prevadă, […]” (Pierre Corneille)
Un exemplu din literatura maghiară este folosirea de cuvinte cu epiteză din registrul popular pentru a exprima ironie:
Egyik hiszi eztet, aztat, / Másik hiszi aztat, eztet... literal „Unul crede asta, aia, / Altul crede aia, asta…” (Frigyes Karinthy).

## Segmente adăugate prin epiteză
Epiteza constă în adăugarea unui singur sunet, vocală sau consoană, ori a unui grup de sunete, în general o silabă sau chiar două.
Un exemplu de vocală în epiteză este în cuvântul it  sono „(eu) sunt”< la  sum.
O consoană adăugată se găsește, de pildă, în:
ro  curg < la  curro;
en  sound „sunet” < engleza medie soun;
hr  ondar (variantă regională) < onda (standard) „atunci”.
Exemple de silabă adăugată / silabe adăugate sunt:
ro  plătitără (regională) (două silabe) < plătit (standard);
it  perchene (regională) < perche (standard) „pentru ce”;
hr  ovdjena (regională) < ovdje (standard) „aici”;
hu  pediglen (elevată) < pedig (curentă) „iar”.
Uneori epiteza privește un sufix (inclusiv o desinență) existent în limbă, dar adăugat fără să fi existat în cuvântul de origine sau fără justificare gramaticală, de exemplu în:
it  sono „(eu) sunt” – desinență adăugată prin analogie cu forma generală de persoana I singular.
it  essere „a fi” – terminație de infinitiv adăugată prin analogie cu forma regulată a infinitivului;
hu  ottan „acolo” – sufix formator de adverbe adăugat la un adverb;
hu  eztet „asta” – desinența de acuzativ dublată.